# Operación Tannenberg
La Operación Tannenberg (en alemán: Unternehmen Tannenberg) fue el nombre en clave de una de las acciones de exterminio de la Alemania nazi dirigida a los polacos durante las etapas iniciales de la Segunda Guerra Mundial en Europa, parte del Generalplan Ost para la colonización alemana del Este. Las ejecuciones se realizaron con el uso de una lista de proscripción (Sonderfahndungsbuch Polen), compilada por la Gestapo en el lapso de dos años antes de la invasión de 1939.
Las listas de alto secreto identificaron a más de 61 000 miembros de la élite polaca: activistas, intelectuales, académicos, clérigos, actores, ex-oficiales y otros, que iban a ser internados o fusilados. Los miembros de la minoría alemana que vivían en Polonia asistieron en la preparación de las listas. Se estima que hasta 20 000 alemanes que vivían en Polonia pertenecían a organizaciones involucradas en diversas formas de subversión.
Días antes de la invasión de Polonia en septiembre de 1939 que dio origen a la guerra mundial, el propio Adolf Hitler revelaba en público sus propósitos de exterminio en Polonia y su carácter preparatorio para una subsiguiente guerra total en Europa:

He dado la orden —y mandaré fusilar al que ose decir una sola palabra de crítica— de que nuestro objetivo de guerra no sea alcanzar tal o cual línea, sino exterminar físicamente al enemigo. Por eso he lanzado —de momento, solo hacia el Este— a mis unidades de la Calavera de la Muerte con la orden de eliminar sin vacilación ni piedad a todo hombre, mujer y niño de raza y de lengua polacas. Solo así conquistaremos el espacio vital que necesitamos. [...] Sed duros, no tengáis piedad, actuad más rápida y más brutalmente que los otros. Los ciudadanos de Europa occidental deben temblar de terror. Esa es la manera más humana de hacer la guerra: porque los asusta.

La Operación Tannenberg fue seguida de cerca por la Intelligenzaktion, una segunda fase de la Unternehmen Tannenberg dirigida por el Sonderreferat de Heydrich desde Berlín. Duró hasta enero de 1940. Solo en Pomerania, entre 36 000 y 42 000 polacos, incluidos niños, fueron asesinados antes de finales de 1939.

## Implementación

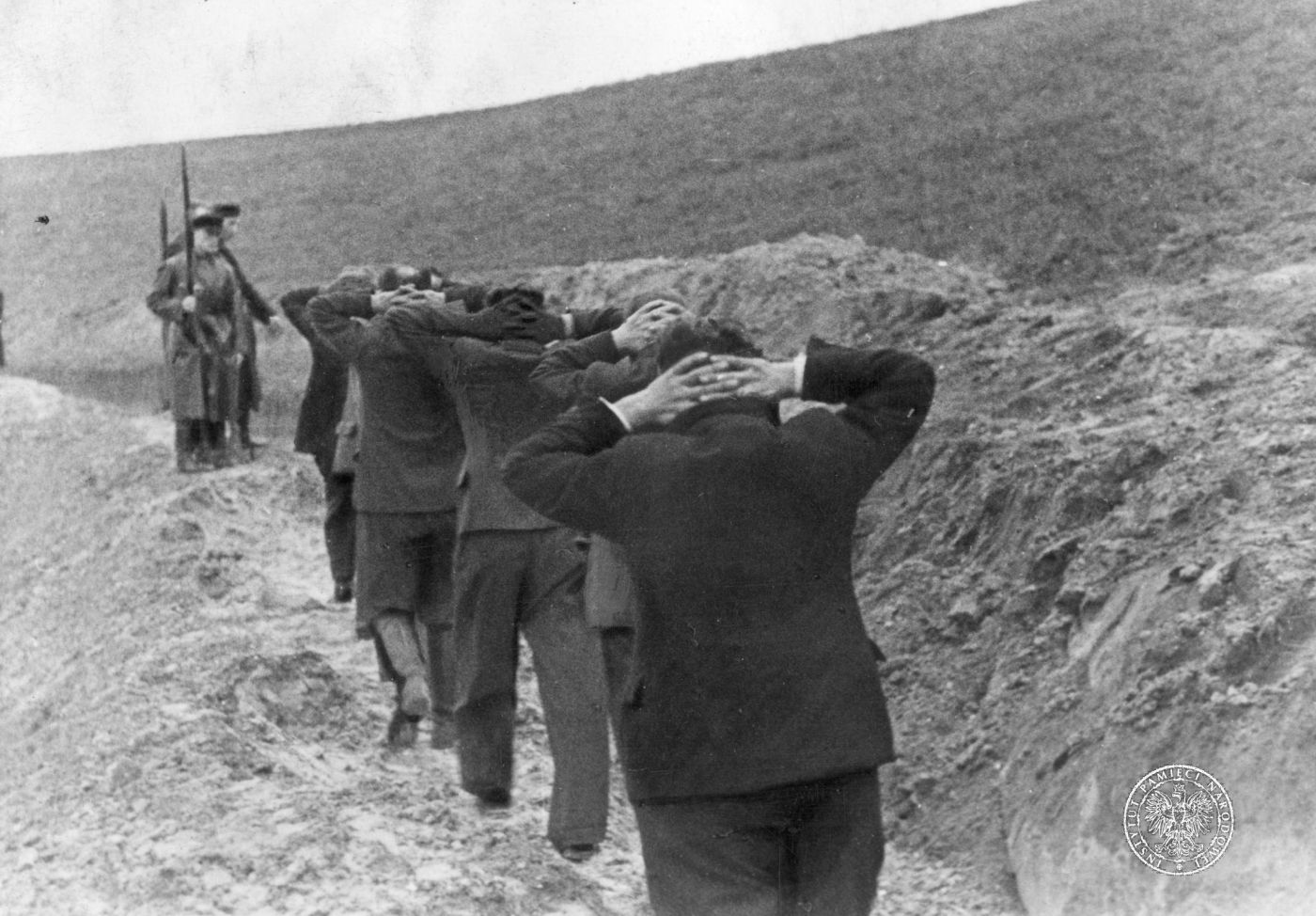
Profesores polacos de Bydgoszcz custodiados por miembros del Volksdeutsche Selbstschutz antes de la ejecución.

El plan fue finalizado en mayo de 1939 por la Oficina Central II P (Polonia). Siguiendo las órdenes de Adolf Hitler, se creó una unidad especial llamada Tannenberg dentro de la Oficina Central de Seguridad del Reich (Reichssicherheitshauptamt). Dirigió varias unidades de Einsatzgruppen formadas con oficiales y hombres de la Gestapo, KriPo y Sicherheitsdienst (SD) que, en teoría, debían seguir a la Wehrmacht (fuerzas armadas) hacia los territorios ocupados. Su tarea era rastrear y arrestar a todas las personas que figuran en las listas de proscripción exactamente como se había compilado antes del estallido de la guerra.
La primera fase de la acción ocurrió en agosto de 1939, cuando unos 2000 activistas de organizaciones de minorías polacas en Alemania fueron arrestados y asesinados. La segunda fase de la acción comenzó el 1 de septiembre de 1939 y finalizó en octubre, lo que resultó en al menos 20 000 muertes en 760 ejecuciones en masa de las unidades de tareas especiales de los Einsatzgruppen, con la ayuda de las unidades regulares de la Wehrmacht. Además, se creó una fuerza especial con la minoría alemana que vivía en Polonia, llamada Selbstschutz, cuyos miembros se habían entrenado en Alemania antes de la guerra en el desvío y la lucha de guerrillas (ver: Deutscher Volksverband, Unión Popular Alemana en Polonia). La formación fue responsable de muchas masacres y, debido a su mala reputación, fue disuelta por las autoridades nazis después de la Campaña de septiembre con el traslado a formaciones regulares.

### Asesinato masivo de pacientes de hospital

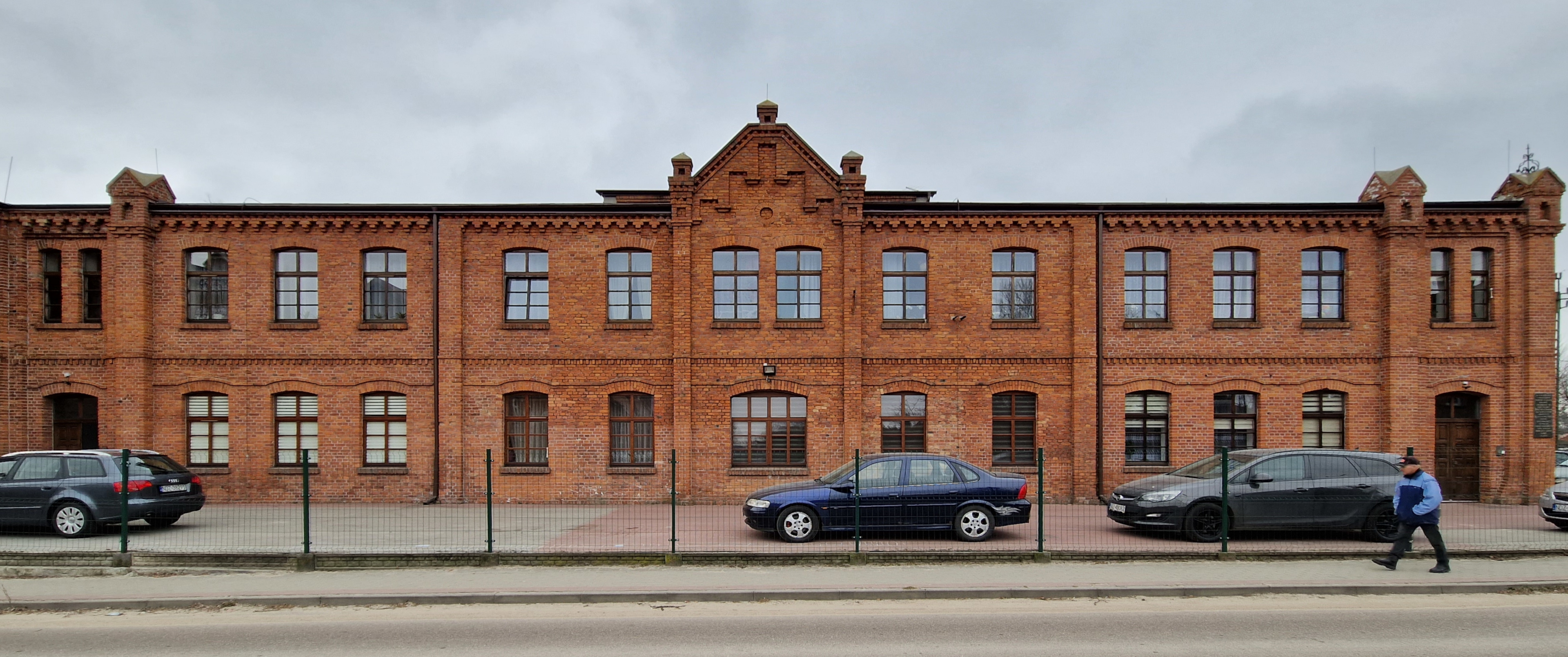
Edificio restante del antiguo campo de concentración de Soldau en Iłowo-Osada, ubicación de los primeros experimentos de furgonetas a gas por el SS-Sonderkommando Lange utilizando pacientes del hospital polaco.

En el trascurso de la Operación Tannenberg, los pacientes de los hospitales polacos fueron asesinados en Wartheland (Wielkopolska) por el Einsatzgruppe VI, bajo Herbert Lange. Fue nombrado comandante del primer campo de exterminio de Chełmno poco después. Ya a mediados de 1940, Lange y sus hombres fueron responsables del asesinato de unos 1100 pacientes en Owińska, 2750 pacientes en Kościan, 1558 pacientes y 300 polacos en Działdowo que recibieron disparos en la parte posterior del cuello; y cientos de polacos en el Fuerte VII donde se desarrolló la cámara de gas móvil (Einsatzwagen) junto con el primer búnker de gasificación.
Según el historiador Peter Longerich, las masacres en el hospital se llevaron a cabo por iniciativa exclusiva de los Einsatzgruppen, porque Himmler no les pidió que lo hicieran. La experiencia de Lange en el asesinato masivo de polacos durante la Operación Tannenberg fue la razón por la cual Ernst Damzog, el Comandante de la Policía de Seguridad y el SD estacionados en Poznań (Posen) lo colocó a cargo del SS-Sonderkommando Lange (destacamento especial) con el propósito de operaciones de gasificación masiva que llevaron a la eventual aniquilación del Gueto de Łódź.